# Aphaenogaster lepida
Aphaenogaster lepida é uma espécie de inseto do gênero Aphaenogaster, pertencente à família Formicidae.